# Église Saint-Sauveur de Gairaut
L’église Saint-Sauveur est une église catholique située dans le quartier de Gairaut, à Nice, en France.

## Localisation
L'église est située dans le département français des Alpes-Maritimes, sur la commune de Nice.

## Historique
La présence d'une église à Gairaut est ancienne. En 1441, le noble niçois Antoine de Brandis y fonde un bénéfice.
L'église porte deux dates :
- 1628, sur le fronton de la porte d'entrée,
- 1741, sur la façade au-dessus des arcades[2].

Ces dates peuvent être celles d'une reconstruction ou d'un aménagement.
L'église contient un sanctuaire particulier dédié à Notre-Dame de la Merci qui a été institué en 1696. On priait Notre-Dame de la Merci pour délivrer les prisonniers. Le culte a dû être créé pour se protéger des craintes qu'inspiraient les barbaresques.
Les frères François et André Romagnan font une donation à la chapelle de Gairaut le 16 février 1654.
Jean-Louis Martin décide avant de mourir de faire un don à la chapelle de Gairaut pour faire dire une messe matinale tous les jours de fêtes au profit des habitants du quartier. Sa nièce et héritière paie au notaire royal ce don le 20 avril 1757.
Avant de mourir, don Jean Garnier (1697-1773), chanoine du chapitre et ancien curé de la cathédrale Sainte-Réparate décide de créer une chapellenie dans chacune des cinq églises champêtres de Nice, dont l'église de Gairaut. L'acte est passé le 27 avril 1772. Il prévoit que les chapelains chargés de ces églises auront chacun une rente annuelle de 300 livres. Après le décès de don Jean Garnier, les habitants de Gairaut essaient de mettre en application son legs dans leur église. Ils vont se heurter à une difficulté car le patronat de l'église appartient à Marie-Madeleine Draghi, veuve Thaon, qui a seule le droit de nommer le recteur de l'église. Un accord est signé entre les intéressés le 19 août 1775 permettant aux habitants d'avoir un curé contre la prise en charge d'une grande partie de l'entretien de l'église.
L'église devient le siège d'une paroisse en 1802.
L'édifice est inscrit au titre des monuments historiques le 25 juin 1951.